# Высоцкие (Псковская область)
Высоцкие — деревня в Артёмовской волости Невельского района Псковской области.
Расположена на крайнем юге области, примерно в 15 километрах к юго-востоку от районного центра города Невеля.
| 2001 | 2002 | 2010 |
| ---- | ---- | ---- |
| 21   | ↘18  | ↘14  |

## Достопримечательности
Рядом с деревней расположен памятник жителям деревни Бураковщина, уничтоженной немцами во время войны.